# Pan European Game Information
Il Pan European Game Information (PEGI) è il metodo di classificazione valido su quasi tutto il territorio europeo usato per classificare i videogiochi attraverso cinque categorie di età e otto descrizioni di contenuto. Ha sostituito altre classificazioni come quella di ELSPA dal 9 aprile 2003.

## Classificazione
In merito all'età si divide in 5 categorie. In Portogallo la legge è in conflitto con lo standard PEGI, quindi le prime 2 categorie sono diverse da quelle normalmente usate. Anche in Finlandia sussisteva lo stesso problema, ma venne modificata la legislazione e dal 1º gennaio 2007 si segue il sistema PEGI.
| Standard                       | PEGI 3 | PEGI 7 | PEGI 12 | PEGI 16 | PEGI 18 |
| ------------------------------ | ------ | ------ | ------- | ------- | ------- |
| Sistema portoghese (2003-2007) |        |        |         |         |         |
| Sistema finlandese (2003-2021) |        |        |         |         |         |

Nel 2009 il PEGI ha rinnovato i suoi simboli cambiando i colori. In precedenza i simboli potevano essere bianchi o neri.
| 2003 | 2009 | 2010 |
| ---- | ---- | ---- |
|      |      |      |
|      |      |      |
|      |      |      |
|      |      |      |
|      |      |      |
| N.D. | N.D. |      |

Di seguito è presente una tabella che descrive i vari simboli in versione standard:
| Simbolo | Descrizione |
| ------- | --- |
|         | Materiale specifico consigliato ed adatto a qualunque fascia d'età. I personaggi possono essere o assolutamente fantastici e cartoonistici e quindi non paragonabili a esseri umani reali, oppure personaggi umani realistici di certi simulatori sportivi. La violenza, laddove presente, è riferibile sempre e comunque a un contesto fantastico-comico e in molti di questi giochi può essere addirittura completamente assente. Sono assenti rumori o immagini che possano indurre sentimenti di paura nei più piccoli, così come contenuti come linguaggio volgare, droga, nudità, sesso e qualsiasi attività riferibile e adatta ad un solo ambito adulto. Esempi di serie sono: Super Mario Bros., Donkey Kong Country, Rayman, Nintendogs, Yoshi's Island, Pro Evolution Soccer, FIFA e Gran Turismo. |
|         | Nonostante siano giochi completamente cartoonistici, questa è la prima classificazione PEGI a contenere restrizioni (comunque non troppo suggestive) per un pubblico molto giovane. Questi giochi sono caratterizzati della presenza, comunque ridotta, di particolari rumori o immagini cartoonistiche e fantasy che possono indurre sentimenti di spavento. Occasionalmente sono presenti scene di nudità parziale, ma mai riferibili a un contesto sessuale. La violenza rimane di livello basso tipicamente fantasy e cartoonistica, ma leggermente più esplicita che nella fascia PEGI 3. Esempi di serie sono: Crash Bandicoot, Piante contro Zombi, Spyro the Dragon, Kirby, Ratchet & Clank, Mega Man e alcuni titoli di Sonic e di The Legend of Zelda. |
|         | Questa categoria raggruppa molti giochi fantasy che sono più maturi rispetto alla precedente categoria poiché è implicata la presenza di una violenza più esplicita verso personaggi di fantasia, e meno esplicita verso personaggi realistici, di aspetto umano o animale, oltre ad avere tematiche più serie. La presenza di nudo è più esplicita, ma non assimilabile a un'attività sessuale. Il turpiloquio, ossia le espressioni volgari, è abbastanza mite e vi sono allusioni sessuali o atteggiamenti sessuali. La violenza rimane cartoonistica ma più esplicita sebbene abbia comunque un livello moderato. Esempi di serie sono: Spore e alcuni titoli di Sonic, The Legend of Zelda, Jak and Daxter, Fortnite, Street Fighter, Tekken, Super Smash Bros., Kingdom Hearts, la serie di videogiochi "Budokai" e "Budokai Tenkaichi" di Dragon Ball Z e Shin Megami Tensei. Le riedizioni dei videogiochi della serie Pokémon di prima generazione per Nintendo 3DS sono anch'essi classificati PEGI 12 a causa della presenza del gioco d'azzardo, come è accaduto anche in New Super Mario Bros. e poi anche in Super Mario 64 DS. |
|         | Adatto a un pubblico prevalentemente adolescente, i giochi, sia fantasy e quelli ispirati alla realtà, che rientrano in questa categoria presentano una violenza realistica di livello piuttosto alto nonché la descrizione di attività sessuali assimilabili alla vita reale, seppure di contenuto non pornografico. Il linguaggio può avere forti connotazioni scurrili, e in più possono essere descritte scene che indichino l'uso di droghe, alcool e tabacco o la propensione ad attività criminali. Esempi di serie sono: Metroid, Devil May Cry, Critical Ops, Uncharted, Final Fantasy, Halo, Horizon: Zero Dawn, Team Fortress 2 e Counter-Strike: Global Offensive |
|         | Adatto solo alla maggiore età, questo gruppo implica la descrizione di scene di violenza molto realistiche, a volte così pesanti da indurre sentimenti di disgusto e repulsione. Per violenza si intende non solo la presenza di enormi ferite, mutilazioni e morte di personaggi assolutamente realistici, ma anche l'eventuale presenza di immagini o rumori che possano alterare il normale stato psicologico della persona, provocando sensazioni di paura, angoscia o stress; è inoltre presente una quantità di sangue che spesso si può modificare o annullare grazie a delle opzioni. Il linguaggio può essere estremamente volgare, e le scene di sesso possono avere connotazioni esplicite così come l'uso di sostanze stupefacenti. Esempi di serie sono: Assassin's Creed, God of War, Resident Evil, Grand Theft Auto, Call of Duty, Mortal Kombat e Rainbow Six Siege. |
|         | Oltre alle classificazioni per età, PEGI gestisce anche una classificazione speciale rappresentata da un punto esclamativo denominato "Parental Guidance Recommended". Questi contenuti sono disponibili per tutte le età, ma si consiglia ai genitori (principalmente con soggetti di età inferiore ai 18 anni) di supervisionare le attività all'interno del programma. Gli esempi includono Facebook, Instagram o Twitter. Questi non si applicano ai siti di incontri (ad esempio Tinder), dove viene utilizzata la classificazione PEGI 18. |

### Contenuto
Per quanto riguarda, invece, le fasce di contenuto, si suddivide in:
| Simbolo | Contenuto                         | Significato | Classificazioni di età corrispondenti |
| ------- | --------------------------------- | --- | ------------------------------------- |
|         | Turpiloquio                       | Espressioni volgari, imprecazioni dai contenuti forti. |                                       |
|         | Discriminazione                   | Derisione e denigrazione di minoranze o particolari individui. |                                       |
|         | Droga                             | Scene che possono essere legate all'uso e abuso di sostanze stupefacenti, alcool e tabacco. |                                       |
|         | Paura (PEGI 7) / Horror (PEGI 12) | Scene particolarmente angoscianti e spaventose, anche per un pubblico adulto. |                                       |
|         | Gioco d'azzardo                   | Scene che contengono e descrivono l'uso del gioco d'azzardo. In precedenza, tutti i giochi con questo simbolo erano classificati PEGI 12 o PEGI 16. Dal 2020, tutti i nuovi giochi che contengono o descrivono l'uso del gioco d'azzardo, a prescindere se viene utilizzata la valuta reale o virtuale, vengono classificati PEGI 18. | Prima del 2020:                       |
|         | Sesso / Nudità                    | Scene di sesso esplicito ma sempre non pornografico. |                                       |
|         | Violenza                          | Presenza notevole di violenza realistica o cartonistica, combattimenti (talvolta solamente sportivi, come il pugilato), sangue, mutilazioni, e morte violenta di persone o animali. |                                       |
|         | Acquisti integrati                | Possibilità di acquistare beni o servizi digitali con valuta reale. |                                       |
|         | Gioco in rete                     | Modalità online del gioco. |                                       |

## Diffusione
Il PEGI è usato in 32 nazioni europee, in Sudafrica ed in Israele.
| Nazione     | Formalmente riconosciuto | Imponibile per legge | Classificazione locale | Note                                                                                               |
| ----------- | ------------------------ | -------------------- | ---------------------- | -------------------------------------------------------------------------------------------------- |
| Austria     | Sì                       | Parzialmente         |                        | L'Austria usa il sistema PEGI da aprile 2003.                                                      |
| Belgio      | Sì                       | No                   |                        | |
| Bulgaria    | Sì                       | No                   |                        | |
| Cipro       | Sì                       | No                   |                        | |
| Danimarca   | Sì                       | No                   |                        | |
| Estonia     | Sì                       | No                   |                        | |
| Finlandia   | Sì                       | Sì                   | VET/SFB                | Il VET/SFB è usato se manca il PEGI.                                                               |
| Francia     | Sì                       | No                   |                        | |
| Germania    | Parzialmente             | No                   | USK                    | L'USK è legalmente utilizzabile. Il PEGI può essere trovato su alcuni giochi assieme all'USK.      |
| Grecia      | Sì                       | No                   |                        | |
| Islanda     | Sì                       | No                   |                        | |
| Israele     | Sì                       | No                   |                        | |
| Irlanda     | Sì                       | No                   | IFCO                   | |
| Italia      | Sì                       | No                   |                        | |
| Lettonia    | Sì                       | No                   |                        | |
| Lituania    | Sì                       | No                   |                        | |
| Lussemburgo | Sì                       | No                   |                        | |
| Malta       | Sì                       | No                   |                        | |
| Norvegia    | Sì                       | Sì                   |                        | |
| Paesi Bassi | Sì                       | Sì                   | Kijkwijzer             | |
| Polonia     | Sì                       | No                   |                        | |
| Portogallo  | Sì                       | No                   | IGAC                   | |
| Regno Unito | Sì                       | Sì                   | BBFC                   | Il PEGI è adottato dal settembre 2009. In precedenza erano usati il BBFC e, fino al 2003, l'ELSPA. |
| Rep. Ceca   | Sì                       | No                   |                        | |
| Romania     | Sì                       | No                   |                        | |
| Russia      | No                       | No                   |                        | Usato solo per giochi da console o da PC pubblicati da case produttrici straniere.                 |
| Slovacchia  | Sì                       | No                   |                        | |
| Slovenia    | Sì                       | No                   |                        | |
| Spagna      | Sì                       | No                   |                        | |
| Svezia      | Sì                       | No                   |                        | |
| Svizzera    | Sì                       | No                   |                        | |
| Ungheria    | Sì                       | No                   |                        | |